# 向乐铁路
向乐铁路是中国江西省境内的一条支线铁路。起自沪昆铁路江家站西端的K612+143，通往樂安縣公溪镇江邊村站。長117.4千米。

## 概况
沿线车站总数13个，其中抚州北站是3等車站，其余都是4等車站。江家站、三江镇站（K10+109）、王家洲站（K22+778）、大岗站（K32+429）、桐源站（K46+400）、抚州北站（K56+635）、临川站（K64+282，又称上顿渡站、红旗桥火车站）、白露渡站（K72+636）、左港站、崇仁站（K93+389）、罗陂岗站、吕坊站、江邊村站（K116+852）。
向塘西站至抚州北站为I级单线。抚州北站至江边村站位III级单线。全线限制坡度6‰，最小曲线半径北段1000米，南段300米。
京九铁路通车以后，向乐铁路江家站至三江鎮站一段與京九铁路共軌。由于向乐铁路的三江鎮站到抚州北站一段与2007年开建的向莆铁路共线。。在两条铁路走向并不完全重合之处，可看到废弃的向乐铁路。抚州北站后，向乐铁路向西引出，与向莆铁路分道扬镳。

## 历史
1959年，铁四院受二机部委托勘测该线路。1961年1月完成初步设计，1961年8月完成定测。1961年8月铁道兵第八师进场施工。1963年4月开始全面施工。1964年4月，临管运营至抚州北站。1965年6月1日铺轨至江邊村站。1965年11月全线临管运营。1966年1月1日正式交付运营。总投资5239.37万元。
2013年1月17日三江镇到抚州北区间改走新建的昌福铁路，原线废弃。2013年5月6日向乐线为保证昌福铁路联调联试停运。。
抚乐线运行图上铺画的货车已减少为2对，即41061/2/3/4次，运行区段为抚州北至江边村，属摘挂列车。固定由南局向段东风4C4325号车牵引。